# NGC 1710
NGC 1710 est une galaxie lenticulaire située dans la constellation du Lièvre. NGC 1710 a été découverte par l'astronome américain Francis Leavenworth en 1885. Cette galaxie a aussi été observée par l'astronome français Guillaume Bigourdan le 9 décembre 1896 et elle a été ajoutée à l'Index Catalogue sous la désignation IC 2108.

## Caractéristiques
Sa vitesse par rapport au fond diffus cosmologique est de 5 048 ± 26 km/s, ce qui correspond à une distance de Hubble de 74,5 ± 5,2 Mpc (∼243 millions d'al).
À ce jour, une mesure non basée sur le décalage vers le rouge (redshift) donne une distance d'environ 58,200 Mpc (∼190 millions d'al). Cette valeur est à l'extérieur des valeurs de la distance de Hubble.